# Trieste (nome)
Trieste  è un nome proprio di persona italiano maschile e femminile.

## Varianti
- Maschili: Triestino[1][2]
- Femminili: Triestina[1][2]

## Origine e diffusione

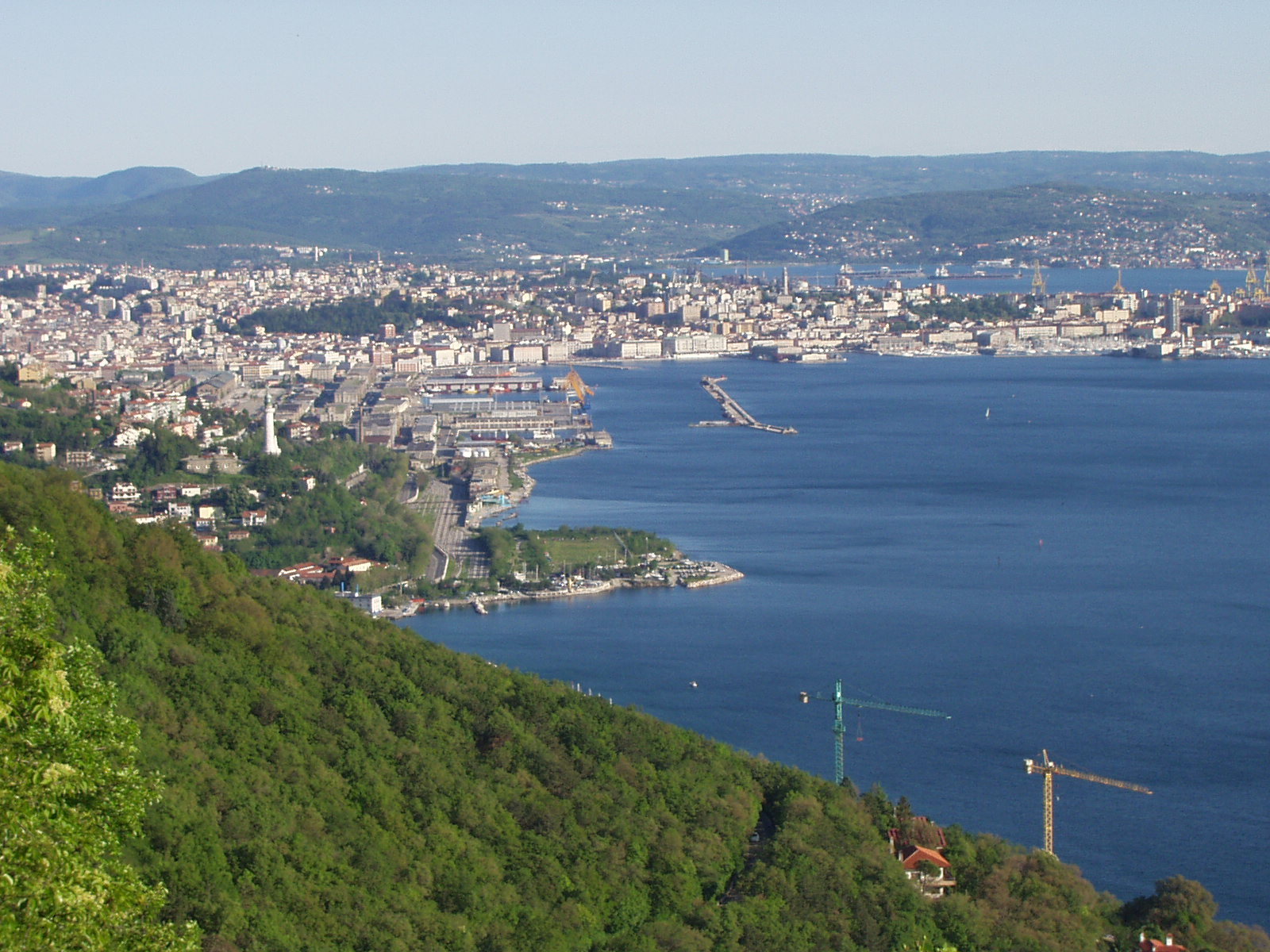
Vista della città di Trieste

Si tratta di un nome ideologico, di matrice patriottica e irredentista, che riprende il nome della città di Trieste. Etimologicamente, il toponimo di Trieste deriva dal venetico Tergeste, formato da terg ("mercato") combinato con -este, un suffisso tipico dei toponimi venetici.
Analogamente a "Trento", "Trieste" cominciò ad essere usato come nome nel Risorgimento, per simboleggiare il desiderio di ricongiungimento all'Italia di Trieste e della Venezia Giulia, e rimase in voga fino al primo dopoguerra, quando avvenne tale annessione, con un'ulteriore ripresa in popolarità durante l'occupazione jugoslava della città, fino al 1954. Il nome gode di scarsa diffusione, ed è attestato maggiormente in Italia centro-settentrionale, mentre è più raro nel Sud.

## Onomastico
Il nome è adespota, cioè non è portato da alcun santo; l'onomastico ricade pertanto il 1º novembre, giorno di Ognissanti.

## Persone

### Maschile
- Trieste Del Grosso, scultore, militare e partigiano italiano

### Femminile
- Trieste Kelly Dunn, attrice statunitense

## Il nome nelle arti
- Nonna Trieste è un personaggio del film del 1992 Parenti serpenti, diretto da Mario Monicelli.